# 远东造船厂
远东“星”船厂是俄罗斯远东地区最大的造船工厂，位于大卡缅。

## 历史
1945年11月，苏联人民委员会决定在大卡缅湾建设造船的八九二厂。1946年6月9日，苏联造船工业部发布命令开始工厂设计。1954年12月3日，第一总装车间投产。最初，该厂修理民船与军辅船。1957年开始修理柴电潜艇。1962年开始修理核潜艇。坑道中建有两条滑道、干船坞、浮动船坞、系泊船位等。是太平洋舰队最主要的潜艇修理厂。
冷战结束后，该厂在美国与加拿大资助下负责拆解退役的苏联核潜艇。
2020年，获得10艘174,000立方米液化天然气船的订单，用于开发格達半島的天然气。